# Wilhelminischer Stil

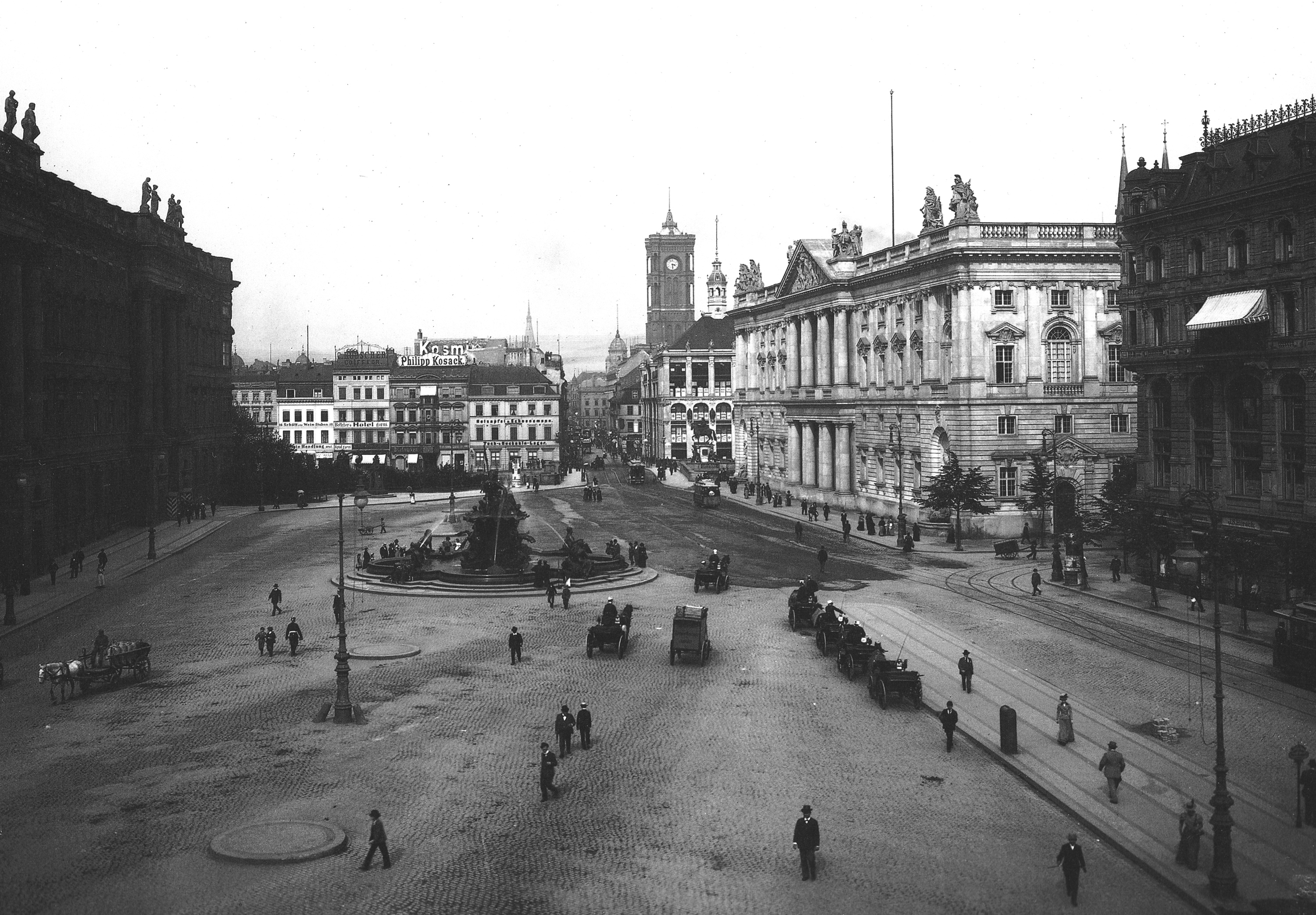
Neubau des wilhelminischen Neuen Marstalls gegenüber dem historischen Berliner Stadtschloss, 1900

Der wilhelminische Stil bezeichnet die historistisch geprägte Architektur und Bildende Kunst des Deutschen Kaiserreichs, insbesondere während der Regierungszeit von Wilhelm II., von 1890 bis 1918. Eine repräsentative Formensprache wurde im Kaiserreich tonangebend. Neben zahlreichen Stilrichtungen des Historismus dominierte bis 1905 in der Architektur und Bildhauerei der Neobarock oder die Neorenaissance. Danach änderte sich die wilhelminische Architektur allmählich durch neoklassizistische Einflüsse sowie den aufkommenden Jugendstil und den Reformstil. Bekannte wilhelminische Architekten und Künstler waren Ernst von Ihne (als Hofarchitekt), Reinhold Begas und Bernhard Sehring.

## Architektur
Nach der deutschen Reichsgründung im Jahr 1871 entstand der Wunsch nach einem repräsentativen, häufig monumentalen und vereinheitlichten Architekturstil. Während im ersten Jahrzehnt des deutschen Kaiserreichs vergleichsweise milde und zurückhaltendere Gebäude entstanden, die sich gerne von der italienischen Renaissance inspirieren ließen, spitzte sich die Formensprache nach der Thronbesteigung Wilhelm II. außerordentlich eklektizistisch zu. Es wurde zunehmend auch bei bürgerlichen Wohnungen modisch, im überbordenden neobarocken Stil zu bauen, der in der Vergangenheit meistens nur den königlichen Schlössern oder Hofbauten vorbehalten war. Um das Jahr 1895 erreichte dieser Prunk des Wilhelminismus seinen Höhepunkt. Somit entstanden in der Zeit repräsentative öffentliche Gebäude wie der Berliner Dom (1894–1905), das Reichstagsgebäude (1884–1894), der Neue Marstall (1897–1901), das Reichsgerichtsgebäude (1888–1895) oder bauliche Veränderungen am Berliner Schloss. Zudem wurden in der Zeitspanne unzählige wilhelminische Rathäuser und Gerichtsgebäude erbaut. Beispiele hierfür sind das Hamburger Rathaus oder das Kriminalgericht Moabit. 
Stiltechnisch weist diese Zeit des Wilhelminismus viele Parallelen mit dem Baustil des Second Empire in Frankreich oder der viktorianischen Formensprache im Britischen Weltreich auf. Ab 1900 trug bereits der oft expressionistisch anmutende Einfluss des Jugendstils zu einer leichten Mäßigung der Architektur bei. Jedoch hatte ab 1905 die aufkommende neoklassizistische Strenge noch weitaus größeren Einfluss auf den wilhelminischen Stil. So wurde weiterhin monumental und repräsentativ gebaut, aber verspielte Ornamente und Stuck fanden sehr viel seltener oder nur in vereinfachter Form ihren Einzug in Bauwerke. Beispielhaft hierfür sind die Staatsbibliothek zu Berlin (1903–1914) oder das Haupttelegrafenamt Berlin (1910–1916). Um 1910 wurde zudem auch die Reformarchitektur von wilhelminischen Architekten zunehmend verwendet. So begann man eher Heimatschutzarchitektur zu betreiben, als wie zuvor repräsentativ und eklektizistisch zu bauen.

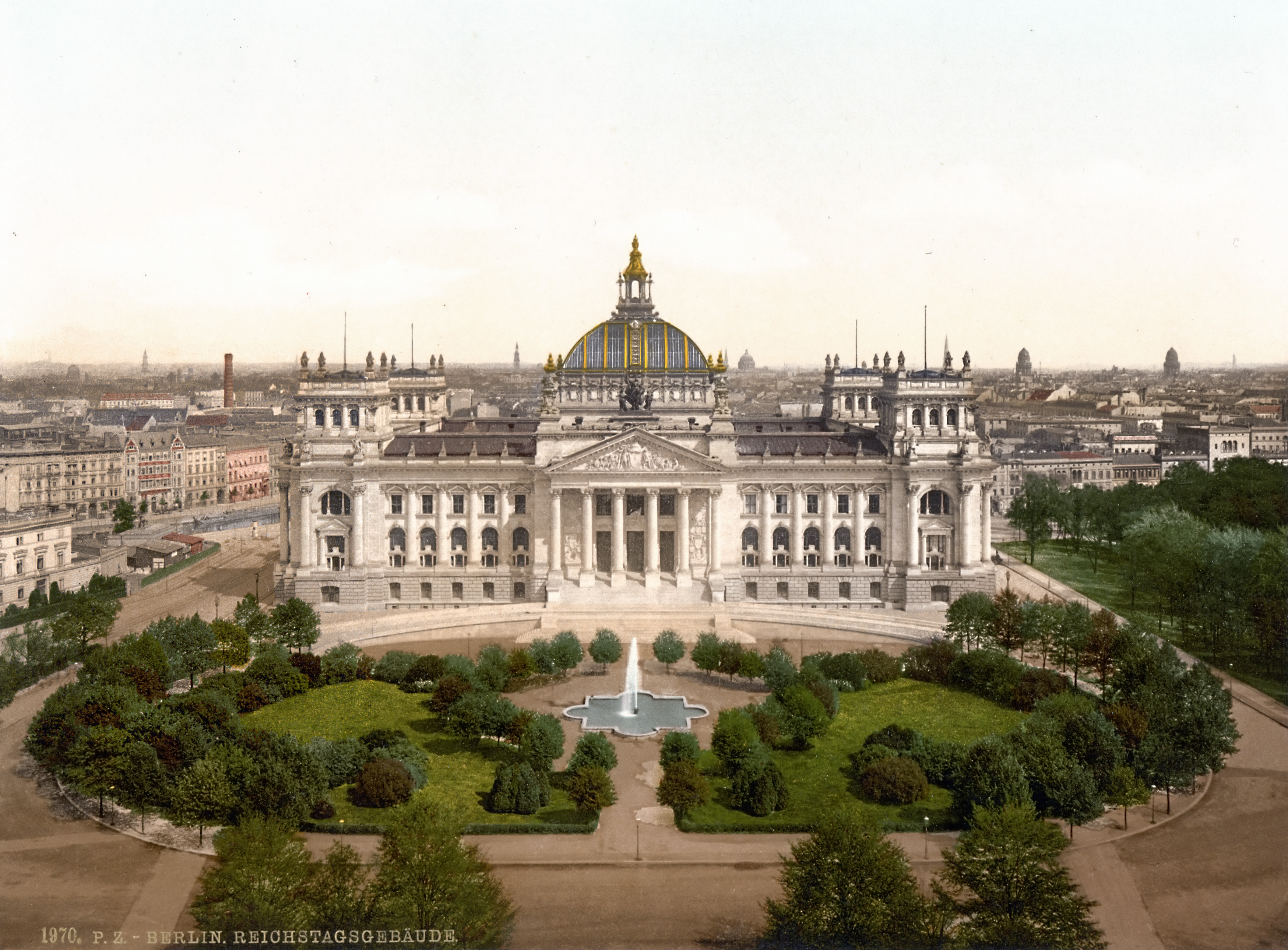
Reichstagsgebäude in Berlin (1884–1894)
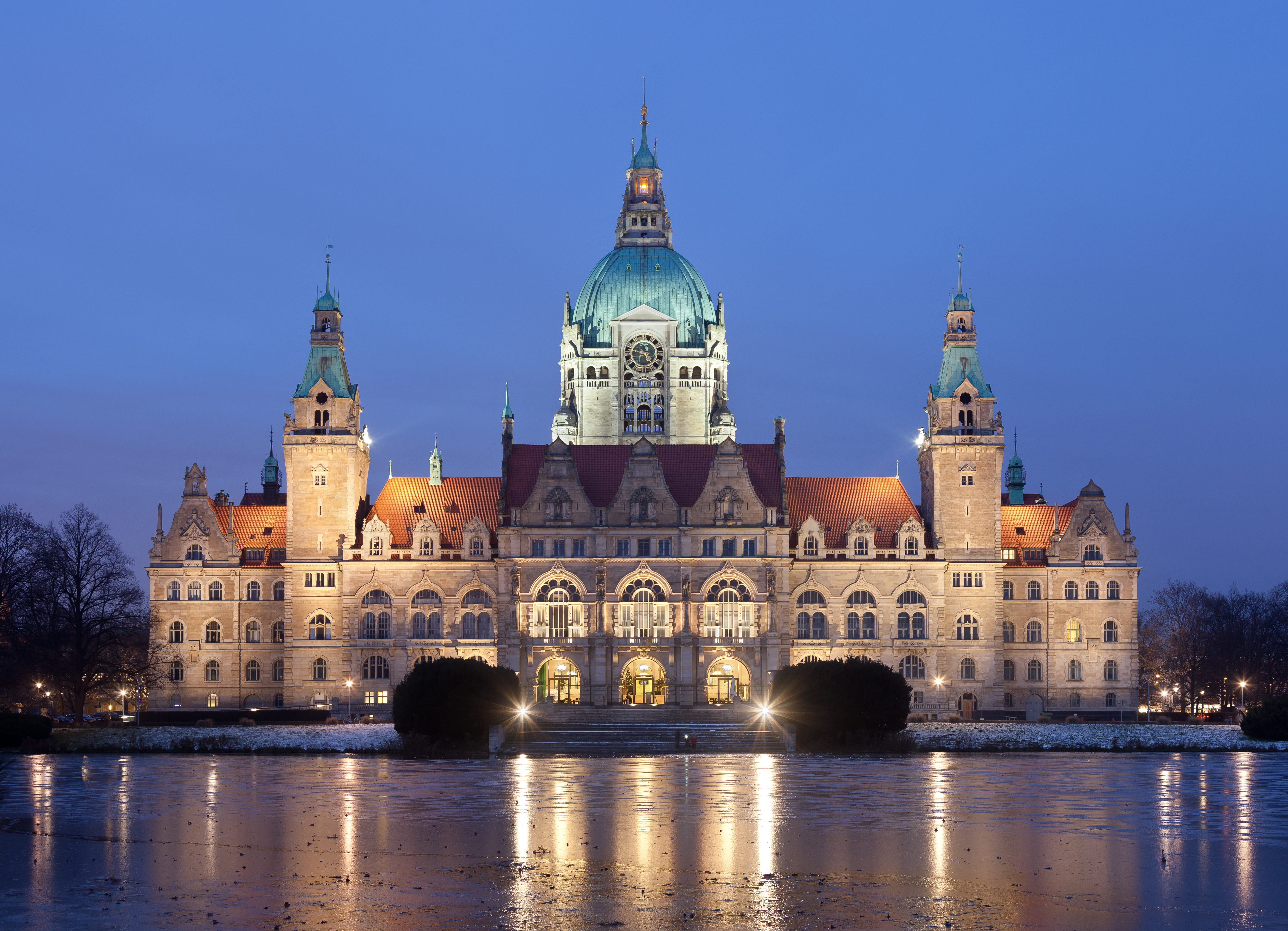
Das Neue Rathaus in Hannover (1901–1913)
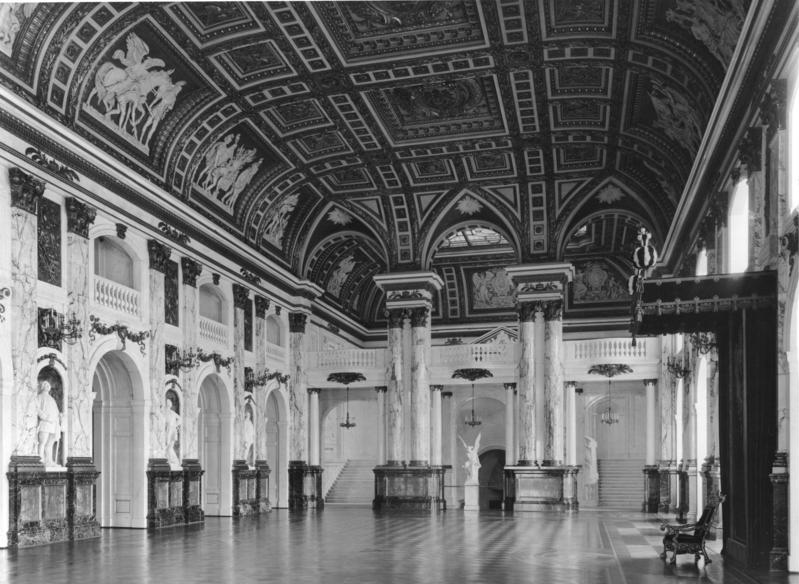
Wilhelminisch umgestalteter Weißer Saal im Berliner Schloss
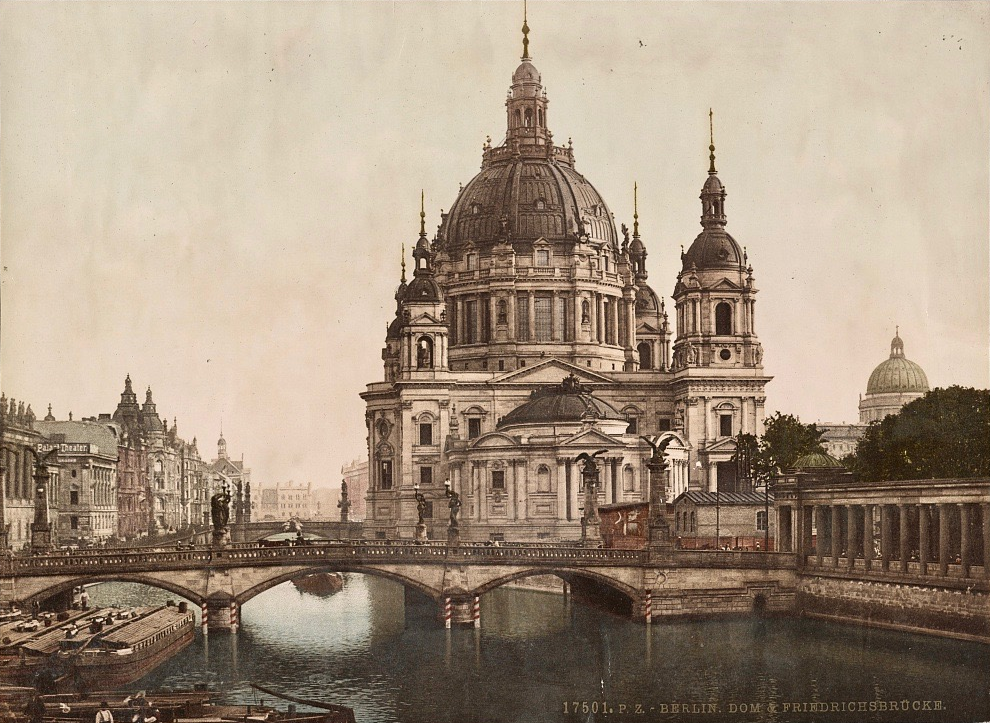
Berliner Dom (1894–1905)
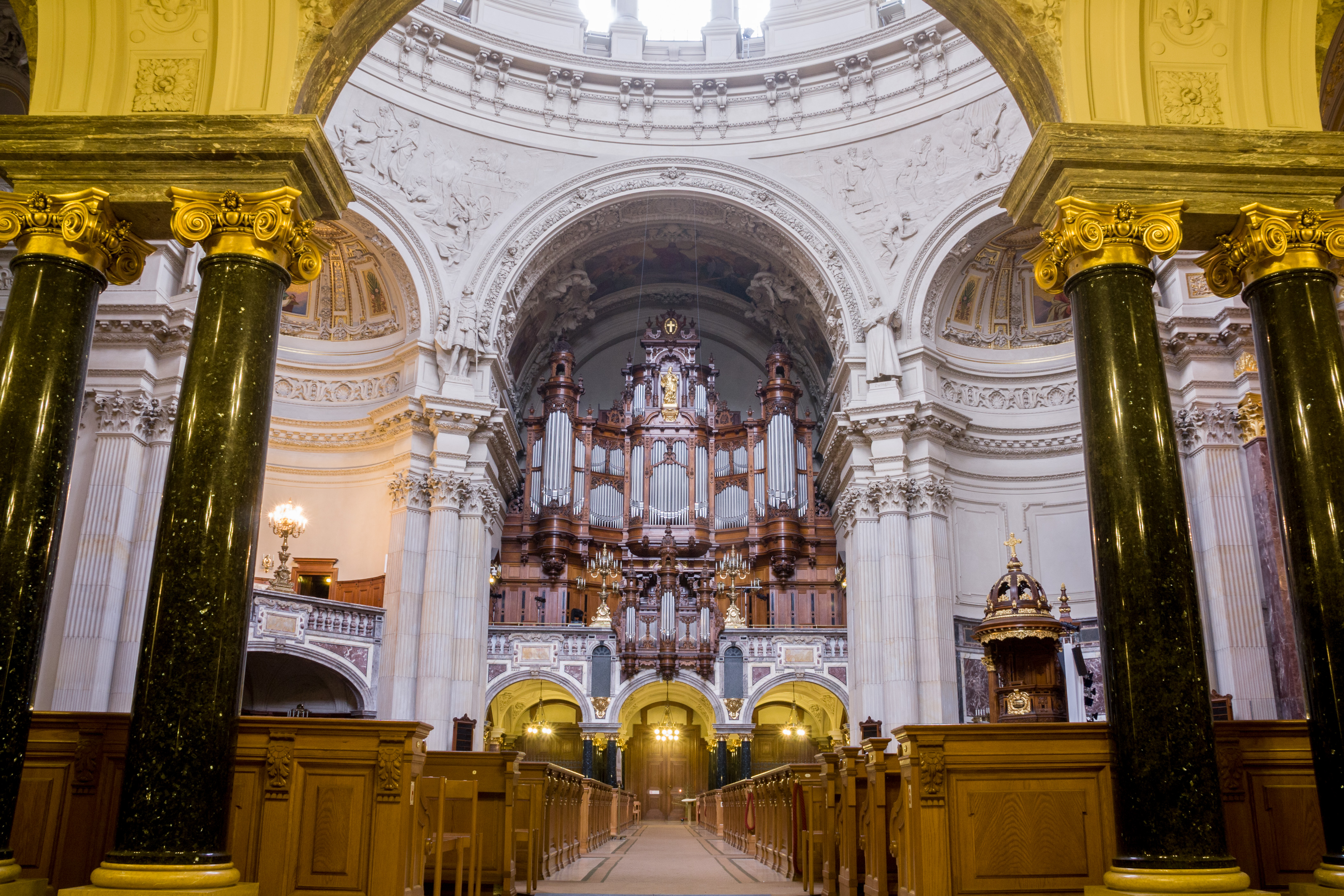
Innenraum des Berliner Doms
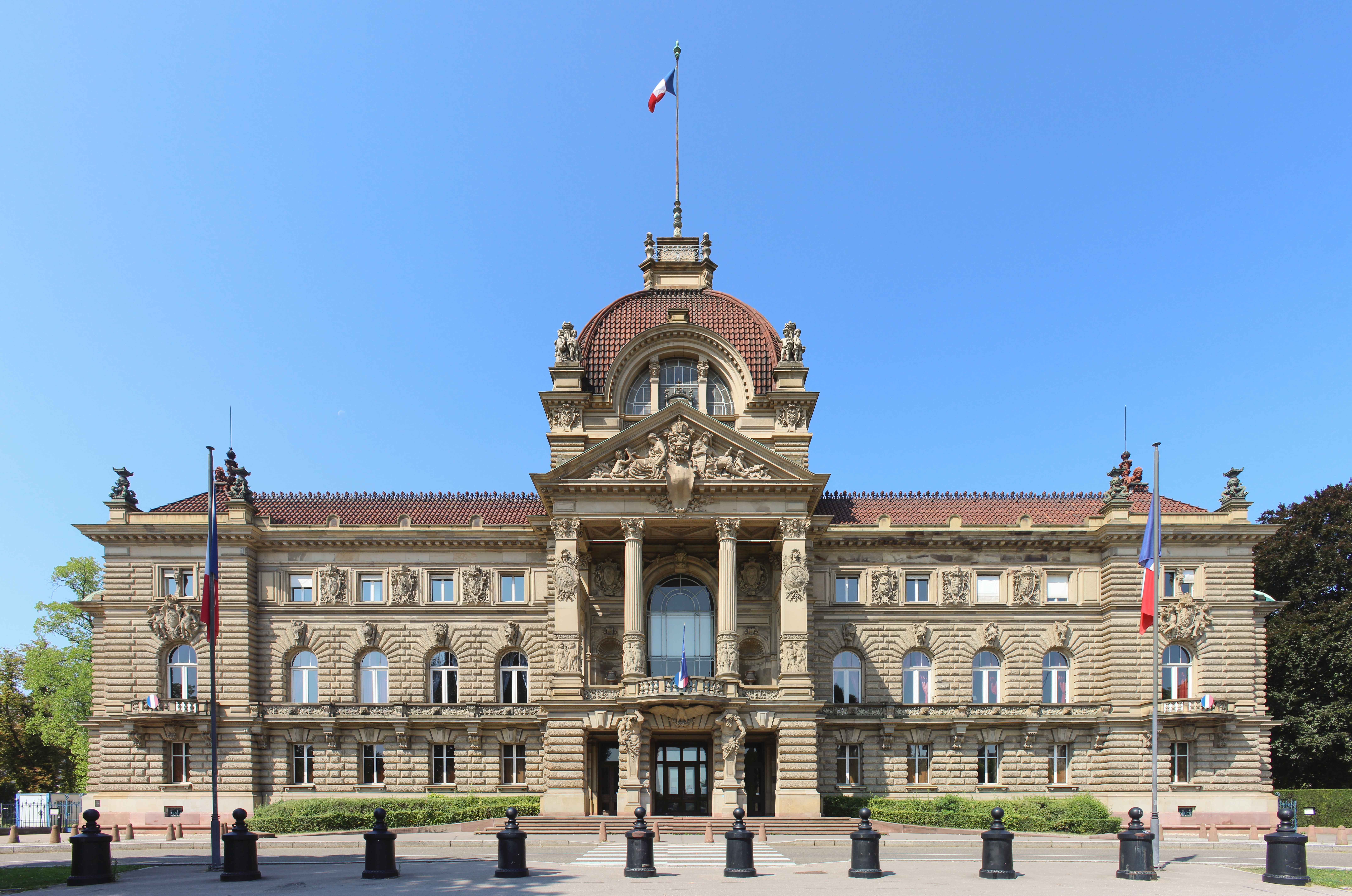
Rheinpalast in Straßburg (1884–1889)